# 松本本松

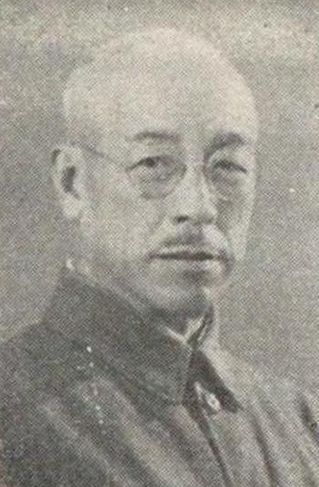
松本本松

松本 本松（まつもと もとまつ、1885年（明治18年）11月19日 - 1961年（昭和36年）4月14日）は、明治から昭和期の医学者、政治家、華族。貴族院男爵議員、医学博士。

## 経歴
陸軍軍医総監・松本順（良順）の八男として生まれる。父の死去に伴い、1907年（明治40年）4月19日、男爵を襲爵した。
1910年（明治43年）東京慈恵会医院医学専門学校を卒業した。1916年（大正5年）からアメリカ合衆国、イギリス、フランス、ドイツ帝国、スイスに留学した。1923年（大正12年）2月26日、東京帝国大学から医学博士の学位が授与された。
1911年（明治44年）東京帝国大学医学部嘱託となり、以後、順天堂医院耳鼻咽喉科長、東京医学専門学校教授兼同附属淀橋病院耳鼻咽喉科長、順天堂医学専門学校教授、同理事、女子美術専門学校評議員などを務めた。
1946年（昭和21年）6月29日、貴族院男爵議員補欠選挙で当選し、公正会に所属して活動し1947年（昭和22年）5月2日の貴族院廃止まで在任した。

## 栄典
- 1919年（大正8年）9月10日 - 従四位[9]

## 著作
- 『順天堂百五十年史』東京医事新誌局、1959年。

## 親族
- 妻：ワカ（津田知寛三女、野村エイ養女）[1]
- 長男：銈太（医学博士）[1]